# Veiligheidsregio IJsselland
De Veiligheidsregio IJsselland is een veiligheidsregio in de Nederlandse provincie Overijssel. Het is een samenwerkingsverband van hulpverleningsdiensten op basis van de Wet gemeenschappelijke regelingen en de Wet veiligheidsregio's, ten behoeve van fysieke veiligheid. 

## Regioprofiel
- Inwoners: 512.520 (2013, CBS)
- Landoppervlakte: 1695 km²
- IJsselland kent een zeer gevarieerd landschap met twee belangrijke rivieren (IJssel en Vecht). Zij voeren water af richting het IJsselmeer.
- Het gebied De Weerribben (gemeente Steenwijkerland) markeert de overgang naar de Noordoostpolder.
- Vakantiepark en Attractiepark Slagharen (gemeente Hardenberg).
- Veel watertoerisme rondom Giethoorn.

## Risico's

### Terrein
- BRZO (Besluit Risico's Zware Ongevallen 2015) risicolocaties te Zwolle, Deventer, Vilsteren en Kampen.
- Risico op wateroverlast bij extreem hoogwater op de IJssel.
- Bij dijkdoorbraken overstroomt het gebied rondom de rivier de IJssel. De modellering van de overstroming is gemaakt door de Waterschappen en in detail te bekijken op de risicokaart.[1]
- Kwetsbare locaties voor drinkwaterwinning bij Vollenhove, Ommen, Hardenberg, Olst, en ten noorden van Deventer.
- De verspreid aanwezige bossen kunnen bij warmte en droogte risico op natuurbrand opleveren.

### Infrastructuur
- Vervoer van gevaarlijke stoffen over de snelweg A28 van en naar Groningen, en de A1 van en naar Duitsland.
- Vervoer van gevaarlijke stoffen over de spoorwegen. Zwolle is een belangrijk knooppunt van spoorwegen.
- Energietransport: De regio kent veel hoogspanningsleidingen. Er bevindt zich een 670MVA productie-eenheid aan de Hessenweg in Zwolle; daarnaast is er een belangrijk Schakel- en transformatorstation in Zwolle.
- Energietransport: in noord-zuid richting tussen Ommen en Deventer lopen ondergrondse buisleidingen voor transport van met name olie en gas.

### Sociaal-fysiek
- Vakantiepark en Attractiepark Slagharen (gemeente Hardenberg) kan bij warmte en grote drukte risico opleveren voor de openbare orde en veiligheid.
- Watertoerisme rondom Kampen, Vollenhove en Giethoorn.

## Instanties
- Brandweer. De regio heeft 37 brandweerkazernes.
- GHOR
- GGD: De grenzen van de GGD IJsselland zijn sinds 2011 gelijkgesteld met die van de Veiligheidsregio.
- Ambulancevervoer: wordt in deze regio verzorgd door RAV IJsselland.
- Gemeenten: 11.
  - Voorzitter van de Veiligheidsregio: Peter Snijders, burgemeester van de gemeente Zwolle.
- Provincie: De regio valt binnen de grenzen van provincie Overijssel.
- Politie: de regio is gelijkgesteld met de grenzen van de voormalige Politieregio IJsselland. Korpsgrootte: ongeveer 1230 medewerkers.
- Justitie: Rechtbank in Zwolle; het Gerechtshof zetelt in Arnhem.
- Waterschappen: 4 te weten Vechtstromen (fusie van Velt & Vecht en Regge & Dinkel), Drents Overijsselse Delta (fusie van Reest & Wieden en Groot  Salland), Vallei en Veluwe, en Rijn en IJssel.
- Rijkswaterstaat: de regio valt binnen de regionale dienst Oost-Nederland.
- ProRail: beheert het spoorwegennet.
- Drinkwater: de regio valt binnen het verzorgingsgebied van waterbedrijf Vitens.
- Ziekenhuizen met klinische faciliteiten in Zwolle, Deventer en Hardenberg.
- Defensie: de regio valt binnen het RMC verzorgingsgebied Noord, dat zetelt in Havelte.
- Energiesector: het beheer van het energienet voor elektriciteit gebeurt door Enexis, maar rondom Steenwijk door Rendo en in Marle door Liander

## Gemeenschappelijke regeling
Veiligheidsregio IJsselland is op 1 januari 2009 ingesteld middels de Gemeenschappelijke Regeling Veiligheidsregio IJsselland. Het doel van de gemeenschappelijke regeling is het behartigen van de belangen van de elf aan de regeling deelnemende gemeenten op het terrein van de brandweer, GHOR en de rampenbestrijding, met daarnaast het realiseren van een gecoördineerde inzet van organisaties, instellingen en diensten die bij zware ongevallen en rampen zijn betrokken.